# 米桥镇
米桥镇，是中华人民共和国甘肃省庆阳市宁县下辖的一个乡镇级行政单位。
2015年，甘肃省民政厅批复同意撤销米桥乡，设立米桥镇。

## 行政区划
米桥镇下辖以下地区：
老庙村、米桥村、东风村、龙湾村、常邑村、冯堡村、红星村、可钦村、屈家村、巩雷村、宋家村、高仓村、安子村和孟家村。